# 中国人民解放军浙江省军区
中国人民解放军浙江省军区，是隶属中央军事委员会国防动员部的国防动员单位，管辖范围为浙江省。

## 沿革
1949年5月3日，中国人民解放军第三野战军第七兵团领导机关进驻杭州市。5月4日，华东军区电示，奉中央军委命令成立浙江军区，归华东军区建制，军区领导机构由第七兵团领导机关兼任，番号称中国人民解放军第七兵团兼浙江军区。1949年5月19日，浙江军区正式组成。1951年5月8日，第七兵团兼浙江军区改称中国人民解放军浙江军区兼第七兵团。1952年6月，改称中国人民解放军浙江军区，第七兵团番号撤销。1955年4月1日，华东军区改称南京军区，浙江军区归南京军区建制领导。1960年7月1日，浙江军区改称中国人民解放军浙江省军区，正军级。浙江军区（浙江省军区）下属的军分区和部队多次调整。1949年5月到1950年10月，先后建立10个军分区、4个步兵师、1个守备师、1个警备旅、8个警备团等，总兵力12万人。后来军分区建制作了十余次撤、并、分、改的调整。全省最少时有5个军分区，最多时有11个军分区。1954年9月，组建浙江省兵役局，县(市)、专区人民武装部改称县(市)、专区兵役局。1955年7月，原属华东公安部队的公安第十六师、公安第十七师划归浙江军区建制，改编为大陈岛守备师、洞头岛守备师（仍保留公安第十六、第十七师番号）。1964年11月，组建浙江省军区独立师。1966年7月，组建浙江省军区独立第二师。1966年9月，浙江省军区独立师改称浙江省军区独立第一师。1976年5月，浙江省军区独立第一师改称浙江省军区独立师，陆军第七十四师炮兵团划归浙江省军区独立师建制。1976年6月，浙江省军区独立第二师撤销。
“文化大革命”中，浙江省军区一度改组，由以陆军第二十军领导机关为主的军事领导机构进驻杭州市，统一指挥浙江省全省的各军分区、县（市）人民武装部、驻浙陆军部队。1971年九一三事件后，浙江省军区恢复行使职能。
1976年10月粉碎“四人帮”后，从1976年10月到1998年，浙江省军区先后7次精简整编，撤销了独立师及大部分海防守备部队，并先后恢复和新建舟山军分区、衢州军分区、湖州军分区。1986年，根据中共中央、国务院、中央军委的决定，将浙江省全省县（市、区）人民武装部移交地方建制，配备地方干部。1987年4月，根据中共中央、国务院、中央军委的决定，组建中国人民解放军浙江省陆军预备役步兵第一师，1988年10月正式成立，隶属浙江省军区。1992年，根据中央军委指示，南京军区舟嵊要塞区划归浙江省军区建制领导。1996年4月，根据中共中央、国务院、中央军委指示，将浙江省全省89个县（市、区）人民武装部全部收归浙江省军区建制。1997年6月，舟嵊要塞区与舟山军分区合并，改编为舟山警备区。1998年8月，浙江陆军预备役步兵第一师作为全军第一个省建师，更名为浙江陆军预备役步兵师，并扩大组建范围。
2016年，在深化国防和军队改革中，浙江省军区由中国人民解放军南京军区转隶中央军委国防动员部，成为国防动员单位。
2017年，在深化国防和军队改革中，省军区机关由原来的司令部、政治部、后勤部、装备部，调整为办公室、政治工作局、战备建设局、国防动员局、保障局。

## 编制
机关职能部门
- 办公室
- 政治工作局
- 战备建设局
- 国防动员局
- 保障局

警备区、军分区、预备役师
- 杭州警备区
- 舟山警备区
- 温州军分区
- 台州军分区
- 宁波军分区
- 湖州军分区
- 嘉兴军分区
- 金华军分区
- 丽水军分区
- 绍兴军分区
- 衢州军分区
- 浙江陆军预备役步兵师

## 历任领导
| 司令员 - 王建安（1949年6月－1951年2月） - 张爱萍（1951年2月－1952年7月） - 王必成（1952年8月－1953年5月） - 林维先 中将（1953年6月－1961年1月） - 钱钧 中将（1961年11月－1965年11月） - 张秀龙（1965年11月－1967年8月） - 熊应堂（1967年8月－1972年5月） - 张文碧（1975年4月－1976年10月） - 官峻亭（1978年5月－1982年4月） - 康明才（1982年4月－1985年8月） - 黎清（1985年8月－1988年8月） - 杨士杰 少将（1989年3月－1995年11月） - 袁兴华 少将（1995年11月－2002年7月） - 张怀泗 少将（2002年7月－2005年6月） - 王贺文 少将（2005年6月－2009年10月） - 傅怡 少将（2009年10月－2013年12月） - 王海涛 少将（2013年12月－2015年7月） - 张明才 少将（2015年7月－2016年5月） - 冯文平 少将（2016年5月－2021年7月） - 夏俊友 少将（2021年7月－2024年1月） - 辛克利 少将（2024年1月－） | 党委第一书记 （中共浙江省委书记兼） - 王芳（1986年3月－1987年3月） - 薛驹（1987年－1988年12月） - 李泽民（1988年－1998年8月） - 张德江（1998年－2002年11月） - 习近平（2002年－2007年3月） - 赵洪祝（2007年－2012年11月） - 夏宝龙（2012年－2017年4月） - 车俊（2017年－2020年） - 袁家军（2020年－2022年） - 易炼红（2022年－） | 政治委员 - 谭震林（1949年5月－1952年2月，中共浙江省委书记兼） - 谭启龙（1952年5月－1954年8月，中共浙江省委书记兼） - 江华（1954年12月－1956年7月，中共浙江省委书记兼第一政治委员；1956年7月－1967年1月，中共浙江省委第一书记兼第一政治委员） - 周贯五 中将（1955年10月－1965年7月，第二政治委员） - 谢胜坤 少将（1962年12月－1965年11月，第三政治委员） - 龙潜（1965年7月－1967年10月，第二政治委员） - 南萍（1967年8月－1972年5月，1971年1月起为中共浙江省委第一书记兼） - 谭启龙（1972年5月－1975年9月，中共浙江省委第一书记兼第一政治委员） - 栗彬成（1973年12月－1977年8月） - 武世鸿（1975年4月－1977年12月） - 铁瑛（1977年12月－1983年3月，中共浙江省委第一书记兼第一政治委员） - 牟翰清（1978年7月－1981年7月） - 罗晴涛（1981年7月－1983年7月） - 王芳（1983年7月－1986年3月，中共浙江省委书记兼第一政治委员） - 马骥良（1983年5月－1985年8月） - 刘新增（1985年8月－1988年3月） - 徐永清 少将（1988年3月－1995年1月） - 贺家弼 少将（1995年2月－2002年7月） - 马以芝 少将（2002年7月－2006年10月） - 程童一 少将（2006年10月－2007年2月） - 林恺俊 少将（2007年7月－2012年5月） - 王新海 少将（2012年5月－2018年11月） - 杨笑祥 少将（2018年11月－2020年7月） - 修长智 少将（2020年7月－2023年9月） - 孫文舉 少将（2023年9月－） |

| 副司令员 - 王必成（1949年7月－1952年7月） - 张翼翔（1953年4月－1953年7月，兼任，未到职） - 赵俊 少将（1954年9月－1957年7月） - 钱钧 中将（1955年3月－1961年11月，第一副司令员） - 胡大荣 少将（1955年4月－1956年3月，第二副司令员） - 梁金华 少将（1956年3月－1962年6月） - 周长胜 少将（1957年2月－1964年9月） - 李国厚 少将（1957年9月－1972年1月） - 刘亨云 少将（1957年9月－1970年6月；1978年4月－1981年6月） - 何以祥 少将（1960年9月－1978年5月） - 阮贤榜 少将（1961年4月－1969年1月） - 万振西 少将（1960年12月－1973年6月；1975年4月－1978年1月） - 张秀龙 少将（1962年5月－1965年11月） - 戴克林（1966年3月－1977年12月） - 刘昂（1970年6月－1971年11月） - 钟贤文（1970年7月－1981年6月） - 王福堂（1973年5月－1978年4月） - 许伯言（1978年4月－1981年2月） - 张祖台（1978年7月－1981年2月） - 郭仕俊（1981年2月－1983年5月） - 张启良（1981年2月－1983年5月） - 张枫（1982年6月－1983年5月） - 严宝富（1983年5月－1985年8月） - 王文惠 少将（1983年5月－1990年6月） - 杨士杰 少将（1985年8月－1989年3月） - 陈月星 少将（1990年6月－1994年3月） - 江茂葆 少将（1993年2月－1995年12月） - 张天富 少将（1995年8月－2000年） - 李金国 少将（1995年12月－2002年） - 苏海杉 少将（2000年－2001年） - 陈传发 少将（2001年－2004年） - 王国兴 少将（2002年7月－2006年） - 王加木 少将（2004年－2007年2月） - 卢立银 少将（2005年8月－2009年8月） - 徐乃飞 少将（2007年2月－2011年） - 王海涛 少将（2009年－2010年） - 徐金才 少将（2010年－2011年1月） - 施中苏 少将（2010年12月－2012年） - 李大清 少将（2010年12月－2014年） - 徐云法 少将（2011年－2014年） - 周国建 少将（2012年－2013年） - 姚淮宁 少将（2013年－） - 周少峰 少将（2014年12月－） - 刘建伟 少将（2019年一） - 童培友 少将（2023年7月一） | 副政治委员 - 姬鹏飞（1949年5月－1949年11月） - 谭启龙（1950年11月－1952年5月） - 丁秋生（1952年5月－1954年8月） - 周贯五（1954年8月－1955年10月，第二政治委员） - 宋献璋 少将（1957年2月－1959年5月） - 刘文学 少将（1958年10月－1962年5月） - 郭卓辛 少将（1959年5月－1972年1月） - 夏琦（1970年4月－1981年10月） - 杨吉林（1970年12月－1981年2月） - 赵荣（1973年5月－1978年4月） - 孙朝旭（1975年5月－1981年2月） - 张友复（1978年4月－1983年5月） - 孟克明（1978年7月－1983年5月，兼任） - 姚潮（1983年5月－1985年8月） - 石磊（1985年8月－1987年3月） - 武洪阁 少将（1987年3月－1990年6月） - 聂全林 少将（1990年6月－1995年） - 王长贵 少将（1993年2月－1997年3月） - 卢匡衡 少将（1993年2月－1995年4月；1998年8月－2000年） - 李忠才 少将（1996年7月－2004年12月） - 陈礼久 少将（1997年3月－1998年8月） - 张玉书 少将（2000年月－2005年7月） - 范匡夫 少将（2001年3月－2004年月） - 陶正明 少将（2005年7月－2010年7月） - 王学华 少将（2009年－2010年） - 蓝荣崇 少将（2010年7月－2012年4月逝世） - 马家利 少将（2012年－2013年11月） - 单秀华 少将（2013年11月－） - 郭正钢 少将（2014年12月－2015年2月撤职） - 张晓林 少将（2015年－） |

### 2017年前机关
| 参谋长 - 李迎希（1949年5月－1950年11月） - 孙继先（1950年11月－1951年1月） - 赵俊（1952年1月－1954年9月；1954年9月－1955年4月，副司令员兼） - 胡大荣 少将（1955年4月－1956年3月，第二副司令员兼） - 万振西 少将（1958年4月－1960年12月） - 阮贤榜 少将（1960年12月－1961年12月，1961年起为副司令员兼） - 万振西 少将（1961年12月－1965年5月，副司令员兼） - 董毓湘（1965年5月－1970年5月） - 侯建新（1970年5月－1978年7月） - 张祖台（1978年7月－1979年11月，副司令员兼） - 张启良（1979年11月－1981年2月） - 段春栋（1981年2月－1983年5月） - 黎清（1983年5月－1985年8月） - 王文惠（1985年8月－1988年7月，副司令员兼） - 孙昌明 大校（1988年7月－1990年6月） - 袁兴华 少将（1990年6月－1995年11月） - 张天富 少将（1995年11月－2000年12月，副司令员兼） - 张怀泗 少将（2000年12月－2002年7月） - 吴品祥 少将（2002年7月－2005年8月） - 卢立银（2005年8月－2006年6月，副司令员兼） - 王海涛 少将（2006年6月－2009年） - 高幼苏 少将（2009年－2013年） - 周志斌 少将（2014年12月－） 副参谋长 - 陈铁君（1949年－1949年，第七兵团副参谋长） - 赵俊（？－1952年1月） - 俞炳辉（张德标） 大校（1952年7月－？） …… - 杨信 大校（1959年7月－1970年5月） - 方明胜 少将（？－？） - 唐永舜（？－？） - 张枫（？－？） - 王灿章（？－？） - 高文然（1973年10月－？） - 程美兴（？－？） …… - 黄金登 大校（1993年12月－1998年12月） - 刘广平 大校（1993年12月－1998年1月） - 李步星 大校（1993年12月－1994年7月，兼任） - 沈全保 大校（1994年7月－1998年12月，兼任） - 韩谦悦 大校（1997年6月－1997年10月） …… - 叶有福 大校（1999年5月－？，兼杭州军分区司令员） - 李陆湘 大校（？－？） - 吕福林 大校（？－？，兼浙江省人民政府征兵办公室主任） - 裴晓光 大校（？－？） - 马文汉 大校（？－2004年，浙江陆军预备役步兵师师长兼） - 梁星心 大校（2002年－2008年，2004年起为浙江陆军预备役步兵师师长兼） - 冯一鹤 大校（2005年8月－2007年3月） - 徐德坤 大校（？－2009年，兼浙江省人民政府征兵办公室主任） - 魏志军 大校（2009年－2011年，兼浙江省人民政府征兵办公室主任） - 朱耀忠 大校（2010年－2015年） - 郑跃 大校（？－？） - 徐学清 大校（2013年－2017年，兼浙江省人民政府征兵办公室主任） - 刘忠诚 大校（2015年－2017年） - 夏忠平 大校（2015年9月－2017年，浙江陆军预备役步兵师师长兼） | 政治部主任 - 姬鹏飞（1949年5月－1949年11月，兼任） - 丁秋生（1949年11月－1952年5月；1952年5月－1952年12月，副政治委员兼） - 刘文学 少将（1952年12月－1956年5月） - 宋献璋 少将（1956年8月－1959年1月） - 王若杰 少将（1959年1月－1962年6月） - 钟发宗 少将（1962年6月－1964年9月） - 宋治民 少将（1964年9月－1965年5月） - 罗晴涛（1965年5月－1969年2月） - 尚安平（1969年2月－1978年7月） - 孟克明（1978年7月－1981年4月，兼任） - 薛克英（1981年4月－1985年6月） - 武洪阁（1985年6月－1987年3月） - 朱晓初 少将（1987年3月－1990年6月） - 陈礼久 少将（1990年6月－1997年3月） - 许湘东 少将（1997年3月－2002年1月） - 谢亢威 少将（2002年1月－2003年） - 王学华 少将（2003年－2005年8月） - 郭礼云 少将（2005年8月－2010年7月） - 马家利 少将（2010年7月－2012年） - 郭正钢 少将（2012年－2015年2月，2014年起为副政治委员兼） - 单秀华 少将（2015年5月－2017年，副政治委员兼） 政治部副主任 - 王若杰 少将（？－1956年） - 夏玉华（？－1958年4月逝世） - 宋治民 少将（？－1964年9月） - 罗晴涛 大校（1956年5月－1965年5月） …… - 关磊（？－？） - 陈佐（？－？） - 李少清（？－？） - 尹淸泰（？－？） - 侯仁博（？－？） - 王惠民（？－？） …… - 张明仲 大校（？－？） - 黄正淼 大校（1993年12月－1996年2月） - 王根生 大校（1993年12月－1998年4月） - 赵传喜 大校（1993年12月－1998年4月） - 周顺生 大校（1996年2月－1998年12月） - 陈松茂 大校（1997年8月－1998年12月） - 齐毓春 大校（？－？） - 王春言 大校（？－？） - 贾振宇 大校（？－？） - 许德俊 大校（？－？） - 谢力 大校（？－？） - 江震洲 大校（？－？） - 陈元华 大校（？－？，浙江陆军预备役步兵师政治委员兼） - 周嘉爱 大校（2013年4月－2017年） |

| 后勤部部长 - 任一力（？－？） - 朱亮初（？－？） - 魏翘南（？－？） - 周桂生（？－？） - 于云彬（？－？） - 黄波（？－？） - 段学卿（？－？） - 李清海（？－？） - 张海模（？－1985年） - 温光春（1985年－1985年） - 李绵善（1985年－1990年6月） - 杨学敏（1990年6月－1996年9月） - 王学信（1997年3月－2006年） - 吴隔河（2006年－2011年） - 魏志军（2011年－2015年） - 金来州（2015年－2017年） 后勤部副部长 - 于得水 大校（1950年－1961年8月） - 黄波（？－？，后为第一副部长） …… - 钟泉（？－？） - 赵承先（？－？） - 曹洪治（？－？） - 曾昭华（？－？） - 胡庆阳（？－？） - 李清海（？－？） …… - 黄林根（？－？） …… - 吴玉琛（1993年12月－1996年12月） - 袁初仁（1993年12月－1998年12月） - 张廷竹（1994年2月－1994年7月） - 邱国栋（1996年1月－1998年12月） …… - 刘德萃 大校（？－？） - 丁仁加 大校（？－？） - 江宏勋 大校（？－2017年） | 后勤部政治委员 - 阎世印（？－？） - 万恩甫（？－？） - 夏玉华（？－？） - 齐诺（？－？） - 向明阳（？－？） - 吕允钧（？－？） - 傅家泽（？－？） - 徐舒民（？－？） - 傅家泽（？－1975年12月） - 段一峰（？－？） - 张序昭（？－？） - 刘学成（？－？） - 管成昌（？－？） 后勤部副政治委员 …… - 宫锡厚（？－？） - 张俊（？－？） - 张文吉（？－？） …… |

| 装备部部长 - 张仿盘（？－1997年6月） - 张延华（1997年8月－2001年11月） - 邱国栋（2001年11月－2004年11月） - 朱作勤（2004年11月－2009年） - 周祥生（2009年－2011年） - 辛凤民（2011年－2017年） 装备部副部长 …… - 朱作勤（？－2004年11月） - 姜华（？－？） - 陈小明（？－2017年） | 兵役局局长 （1954年9月组建浙江军区兵役局，11月改称浙江省兵役局，1959年4月缩编为浙江军区司令部动员处） - 杨信（1954年10月－1956年5月，副局长主持工作；1956年5月－1959年） 干部部部长 （1950年11月设浙江军区干部管理部，1952年7月改称浙江军区干部部，1958年11月列入军区政治部建制） - 王建安（1950年11月－？，兼任） - 丁秋生（？－？，兼任） - 宋献璋（？－？） - 杜方平（？－1958年） |

### 2017年起机关
| 办公室主任 办公室副主任 | 政治工作局主任 - 周嘉爱（2017年－） 政治工作局副主任 |

| 战备建设局局长 - 方寿祥（2017年--） 战备建设局副局长 | 国防动员局局长 国防动员局副局长 |

保障局局长
保障局副局长
| 纪律检查委员会书记 …… - 蓝荣崇（2010年10月－2012年4月逝世，副政治委员兼） …… 纪律检查委员会副书记 | - 文彬（？－？） - 朱诚基（？－1982年8月） - 宋治民（？－？） - 李少清（？－？） - 殷及夫（？－？） - 杨秀章（？－？） - 杨吉林（1981年2月－？） - 孙朝旭（1981年2月－？） - 刘亨云（1981年6月－？） - 钟贤文（1981年6月－？） - 罗晴涛（1983年7月－？） |

周丕振